# Аустрија на Светском првенству у атлетици на отвореном 1983.
Аустрија је учествовала на 1. Светском првенству у атлетици на отвореном 1983. одржаном на Олимпијском стадиону у Хелсинкију од 7. до 14. августа. Репрезентацију Аустрије представљало је 10 учесника (9 мушкарца и 1  жена) у 10  дисциплина  9 мушких и 1 женска).
На овом првенству Аустрија није освојила ниједну медаљу. Није било нових националних,личних и  рекорда сезоне. У табели успешности према броју и пласману такмичара који су учествовали у финалним такмичењима (првих 8 такмичара) Аустрија је имала једног представника и заузела 39. место.
| Пласман | Земља    | 1. место | 1. место | 2. место | 2. место | 3. место | 3. место | 4. место | 4. место | 5. место | 5. место | 6. место | 6. место | 7. место | 7. место | 8. место | 8. место | Укупано финалиста | Укупано бодова |
| Пласман | Земља    | Бп       | Бод      | Бп       | Бод      | Бп       | Бод      | Бп       | Бод      | Бп       | Бод      | Бп       | Бод      | Бп       | Бод      | Бп       | Бод      | Укупано финалиста | Укупано бодова |
| ------- | -------- | -------- | -------- | -------- | -------- | -------- | -------- | -------- | -------- | -------- | -------- | -------- | -------- | -------- | -------- | -------- | -------- | ----------------- | -------------- |
| 39.     | Аустрија | 0        | 0        | 0        | 0        | 0        | 0        | 0        | 0        | 0        | 0        | 0        | 0        | 0        | 0        | 1        | 1        | 1                 | 1              |

## Учесници
| Бр. | Дисциплина    | Мушкарци         | Жене | Укупно |
| --- | ------------- | ---------------- | ---- | ------ |
| 1.  | 200 м         | Роланд Јокл      |      | 1      |
| 2.  | 1.500 м       | Роберт Немст     |      | 1      |
| 3.  | 5,000 м       | Дитмар Милониг   | —    | 1      |
| 4.  | Маратон       | Герхард Хартман  |      | 1      |
| 5.  | 400 м препоне | Томас Футеркнехт |      | 1      |

| Бр. | Дисциплина     | Мушкарци         | Жене          | Укупно |
| --- | -------------- | ---------------- | ------------- | ------ |
| 6.  | Скок увис      | Волфганг Чирк    |               | 1      |
| 7.  | Скок мотком    | Херман Фехрингер |               | 1      |
| 8.  | Бацање кугле   | Ервин Вајцл      |               | 1      |
| 9.  | Бацање кладива | Јохан Лиднер     | —             | 1      |
| 10. | Седмобој       | —                | Мелита Ајгнер | 1      |

## Резултати

### Мушкарци
| Атлетичар        | Дисциплина     | Лични рекорд | Квалификације                | Квалификације                | Четвртфинале | Четвртфинале | Полуфинале           | Полуфинале           | Финале               | Финале            | Детаљи |
| Атлетичар        | Дисциплина     | Лични рекорд | Резултат                     | Место                        | Резултат     | Место        | Резултат             | Место                | Резултат             | Место             | Детаљи |
| ---------------- | -------------- | ------------ | ---------------------------- | ---------------------------- | ------------ | ------------ | -------------------- | -------------------- | -------------------- | ----------------- | ------ |
| Роланд Јокл      | 200 м          | 20,29 (+0,6) | 21,30 (+1,1)                 | 5. у гр. 4                   | 21,24 (+1,6) | 6. у чф.4    | Није се квалификовао | Није се квалификовао | Није се квалификовао | 21 / 50 (57)      |        |
| Роберт Немст     | 1.500 м        | 3:37,81      | 3:39.93                      | 6. у гр. 4                   |              |              | Није завршио трку    | Није завршио трку    | Није завршио трку    | Није завршио трку |        |
| Дитмар Милониг   | 5.000 м        | 13:27,01 НР  | 14:13,65                     | 3. у гр.31 КВ                | 13:32,86     | 3. у пф. 1   | 13:36,08             | 8. / 36 (39)         |                      |                   |        |
| Герхард Хартман  | Маратон        | 2:11:19      |                              |                              |              |              |                      |                      | Није завршио трку    | БП                |        |
| Томас Футеркнехт | 400 м препоне  | 50,11        | 50,68                        | 4. у гр. 3                   |              |              | Није се квалификовао | Није се квалификовао | Није се квалификовао | 17. / 31. (33)    |        |
| Волфганг Чирк    | скок увис      | 2,20         | =2,15                        | 8. у гр. 2                   |              |              |                      |                      | Није се квалификовао | = 23. / 36. (38)  |        |
| Херман Фехрингер | скок мотком    | 5,40         |                              |                              |              |              |                      |                      | БП                   | БП                |        |
| Ервин Вајцл      | бацање кугле   | 19,44        | 19.23                        | 7. у гр 2                    |              |              |                      |                      | Није се квалификовао | 14. / 19 (20)     |        |
| Јохан Лиднер     | бацање кладива | 72.70        | Нема ниједно исправно бацање | Нема ниједно исправно бацање | БП           | БП           |                      |                      |                      |                   |        |

### Жене
Седмобој
| Атлетичарка   | Дисциплина | 100 м пр. | Вис  | БКу   | 200 м | Даљ  | БКо   | 800 м   | Укупно | Пласман | Белешка |
| ------------- | ---------- | --------- | ---- | ----- | ----- | ---- | ----- | ------- | ------ | ------- | ------- |
| Мелита Ајгнер | Резултат   | 15,39     | 1,65 | 14,13 | 26,18 | 5,52 | 42,88 | 2:16,47 | 5.629  | 18.     |         |